# District de Fengtai
Pour les articles homonymes, voir Fengtai.
Le district de Fengtai (chinois : 丰台区 ; pinyin : Fēngtái qū) est une subdivision de la municipalité de Pékin en Chine, située au sud-ouest du centre de Pékin.
Jusqu'au milieu des années 1980, il était encore principalement rural, son urbanisation ne datant que de la période récente de développement économique intense.

## Divisions administratives

### Depuis 2021
Le district de Fengtai est divisé en 24 sous-districts (chinois : 街道 ; pinyin : jiēdào)  et 2 bourgs (chinois simplifié : 镇 ; chinois traditionnel : 鎮 ; pinyin : zhèn).
- Sous-districts :

| Nom                               | Chinois      | Pinyin                  |
| --------------------------------- | ------------ | ----------------------- |
| Sous-district de You'anmen        | 右安门街道   | Yòu'ānmén Jiēdào        |
| Sous-district de Taipingqiao      | 太平桥街道   | Tàipíngqiáo Jiēdào      |
| Sous-district de Xiluoyuan        | 西罗园街道   | Xīluōyuán Jiēdào        |
| Sous-district de Dahongmen        | 大红门街道   | Dàhóngmén Jiēdào        |
| Sous-district de Nanyuan          | 南苑街道     | Nányuàn Jiēdào          |
| Sous-district de Donggaodi        | 东高地街道   | Dōnggāodì Jiēdào        |
| Sous-district de Dongtiejiangying | 东铁匠营街道 | Dōngtiějiàngyíng Jiēdào |
| Sous-district de Liuliqiao        | 六里桥街道   | Liùlǐqiáo Jiēdào        |
| Sous-district de Fengtai          | 丰台街道     | Fēngtai Jiēdào          |
| Sous-district de Xincun           | 新村街道     | Xīncūn Jiēdào           |
| Sous-district de Changxindian     | 长辛店街道   | Chángxīndiàn Jiēdào     |
| Sous-district de Yungang          | 云岗街道     | Yúngǎng Jiēdào          |
| Sous-district de Fangzhuang       | 方庄街道     | Fāngzhuāng Jiēdào       |
| Sous-district de Wanping          | 宛平街道     | Wǎnpíng Jiēdào          |
| Sous-district de Majiabao         | 马家堡街道   | Mǎjiābǎo Jiēdào         |
| Sous-district de Heyi             | 和义街道     | Héyì Jiēdào             |
| Sous-district de Lugouqiao        | 卢沟桥街道   | Lúgōuqiáo Jiēdào        |
| Sous-district de Huaxiang         | 花乡街道     | Huāxiāng Jiēdào         |
| Sous-district de Chengshousi      | 成寿寺街道   | Chéngshòusì Jiēdào      |
| Sous-district de Shiliuzhuang     | 石榴庄街道   | Shíliúzhuāng Jiēdào     |
| Sous-district de Yuquanying       | 玉泉营街道   | Yùquányíng Jiēdào       |
| Sous-district de Kandan           | 看丹街道     | Kàndān Jiēdào           |
| Sous-district de Wulidian         | 五里店街道   | Wǔlǐdiàn Jiēdào         |
| Sous-district de Qingta           | 青塔街道     | Qīngtǎ Jiēdào           |

- Bourgs :

| Nom              | Chinois | Pinyin       |
| ---------------- | ------- | ------------ |
| Bourg de Beigong | 北宫镇  | Běigōng Zhèn |
| Bourg de Wangzuo | 王佐镇  | Wángzuǒ Zhèn |

### En 2020
Le district de Fengtai était divisé en 16 sous-districts, 2 bourgs et 3 cantons.
- Sous-districts :

Sous-district de Fengtai (丰台街道), sous-district de Xiluoyuan (西罗园街道), sous-district de Taipingqiao (太平桥街道), sous-district de Dongtieying (东铁营街道), sous-district de You'anmen (右安门街道), sous-district de Changxindian (长辛店街道), sous-district de Xincun (新村街道), sous-district de Lugouqiao (卢沟桥街道), sous-district de Yungang (云岗街道), sous-district de Donggaodi (东高地街道), sous-district de Nanyuan 南苑街道), sous-district de Dahongmen (大红门街道), sous-district de Majiabao (马家堡街道), sous-district de Heyi (和义街道), sous-district de Yuanping (宛平街道), sous-district de Fangzhuang (方庄街道).
- Bourgs :

Bourg de Changxindian (长辛店镇), bourg de Wangzuo (王佐镇).
- Cantons :

Canton de Lugouqiao (卢沟桥乡), canton de Hua (花乡), canton de Nanyuan (南苑乡).

## Démographie
La population du district de Fengtai a augmenté jusqu'en 2015. Elle diminue ensuite chaque année.
| Année | Nombre d'habitants |
| ----- | ------------------ |
| 2012  | 2 214 000          |
| 2013  | 2 261 000          |
| 2014  | 2 300 000          |
| 2015  | 2 324 000          |
| 2016  | 2 255 000          |
| 2017  | 2 186 000          |
| 2018  | 2 105 000          |
| 2019  | 2 025 000          |
| 2020  | 2 019 764          |
| 2021  | 2 015 000          |

## Culture et patrimoine

### Sites touristiques, parcs et monuments
- Parc du monde (chinois : 北京世界公园 ; pinyin : Běijīng Shìjiè Gōngyuán)[4]
- Parc de l’exposition horticole de Pékin  (chinois : 北京园博园 ; pinyin : Běijīng Yuánbóyuán)[4]
- Pont Marco Polo (chinois : 卢沟桥 ; pinyin : Lúgōu Qiáo)[4]
- Parc Qinglonghu (chinois : 青龙湖公园 ; pinyin : Qīnglónghú Gōngyuán)[4]
- Parc national forestier de Beigong (chinois : 北宫国家森林公园 ; pinyin : Běigōng Guójiā SēnlínGōngyuán)[4]
- Jardin des fleurs du monde (chinois : 世界花卉大观园 ; pinyin : Shìjiè Huāhuì Dàguānyuán)[4]
- Site touristique de Nangong (chinois : 北京南宫旅游景区 ; pinyin : Běijīng Nángōng Lǚyóu JǐngQū)[4]: comprend, autour de sources chaudes, hôtellerie, parcs aquatiques, parc d'exposition sur la géothermie, jardin botanique et centre de pêche.
- Mausolée Dabaotai des Han de l'ouest (chinois : 大葆台西汉墓博物馆 ; pinyin : Dàbǎotái XīHàn Mù Bówùguǎn)[4]
- Parc Lianhuachi (chinois : 莲花池公园 ; pinyin : Liánhuā Chí Gōngyuán)[4]

### Musées
- Musée de la Guerre de résistance du peuple chinois contre l’agression japonaise  (chinois : 中国人民抗日战争纪念馆; pinyin: Zhōngguó Rénmín Kàngrì Zhànzhēng Jìniànguǎn)[4]
- Musée de l'automobile (chinois : 北京汽车博物馆 ; pinyin : Běijīng Qìchē Bówùguǎn)[4]

### Autres lieux d'intérêt
- Marché Xinfadi de Pékin (zh) (北京新发地市场).

## Transport
- Aéroport de Pékin-Nanyuan
- Le district est desservi par les lignes 9, 10, 4, 14, 7 et 16 du métro de Pékin.
- La gare de Pékin-Sud, la gare de Pékin-Ouest et la gare de Pékin-Fengtai y sont situées.